# Milan Vukčević
Pour les articles homonymes, voir Vukčević.
Milan Radoje Vukčević ou Vukcevich est un chimiste, un joueur d'échecs et un compositeur de problèmes d'échecs yougoslave puis américain né le 11 mars 1937 à Belgrade et mort le 10 mai 2003 à Shaker Heights aux États-Unis. Médaille de bronze avec l'équipe de Yougoslavie lors de l'olympiade d'échecs de 1960, il émigra aux États-Unis dans les années 1960 et obtint le titre de Maître FIDE pour la partie en 1983, de Maître international pour la composition échiquéenne en 1979 et de Grand maître international pour la composition échiquéenne en 1988. Il est considéré comme un des plus brillants compositeurs de la fin du vingtième siècle.

## Carrière d'ingénieur chimiste
Milan Vukčević était  docteur en chimie, diplômé du MIT et directeur de recherche chez General Electric.

## Carrière de joueur
Milan Vukcević finit troisième du championnat de Yougoslavie junior en 1954 (victoire de Dragoljub Čirić), puis premier en 1955 à Smederevo. En 1955-1956, il participa au tournoi de Hastings et finit deuxième ex æquo du tournoi Premier Reserves. En 1960, il remporta le tournoi de Belgrade, ex æquo avec Mato Damjanović. Il représenta la Yougoslavie lors de l'Olympiade d'échecs de 1960 à Leipzig et remporta la médaille de bronze par équipe (il avait marqué quatre points sur sept comme deuxième remplaçant). En 1965, il finit troisième du tournoi international du « Cercle Caissa » à Paris (victoire de Albéric O'Kelly et N. Scherbakoff).
Après son départ aux États-Unis, il remporta le championnat open des États-Unis 1969 à Lincoln (Nebraska), ex æquo avec les grands maîtres internationaux Pal Benko et Arthur Bisguier. Dans les années 1970, il termina troisième derrière Walter Browne et Kenneth Rogoff du Championnat d'échecs des États-Unis en 1975, ce tournoi était aussi un tournoi zonal et Vukcević battit les grands maîtres Samuel Reshevsky et James Tarjan. En 1976, il finit sixième ex æquo du très fort World Open à New York et septième ex æquo du tournoi de Noël de Hastings 1976-1977.

## Publications
- (en) Chess by Milan, 1981, recueil de 216 positions et problèmes.
- (en) My Chess Compositions, 2003, Library of StrateGems